# Michele Coppolillo
Michele Coppolillo (Cosenza, 17 luglio 1967) è un ex ciclista su strada italiano.
Professionista dal 1991 al 2001, conta due vittorie da professionista.

## Carriera

### Ciclista
Passato professionista nel 1991 con il team Italbonifica-Navigare, fu il terzo calabrese di sempre ad accedere alla massima categoria ciclistica dopo Giuseppe Canale e Giuseppe Faraca, pro rispettivamente nel 1959 e dal 1981 al 1986.
In tutta la carriera si impose in due occasioni, in una tappa al Tour Méditerranéen ed al Trofeo Pantalica, ma conquistò numerosi piazzamenti, tra cui un secondo posto nella Settimana Internazionale di Coppi e Bartali, una terza piazza alla Milano-Sanremo, al Berner Rundfahrt ed al Trofeo Laigueglia.
Nel 1994 si classificò al secondo posto nella classifica degli scalatori sia alla Vuelta a Espana che al Giro d'Italia. Al Giro vestì per 12 tappe consecutive la maglia verde di leader.

### Dopo il ritiro
Dopo il ritiro dalle corse è stato (dal 2009 al 2014) assessore allo sport, protezione civile, rapporti con associazioni e volontariato, opere pubbliche, patrimonio, ambiente ed igiene ambientale del comune di Dozza. È direttore sportivo del Team Technipes #inEmiliaRomagna, di cui a partire dal 2019 è stato uno dei promotori. 

## Palmarès
- 1990 (Dilettanti)

Classifica generale Sei Giorni del Sole
- 1996

4ª tappa, 2ª semitappa Tour Méditerranéen (Monte Faron)
- 1997

Trofeo Pantalica

### Altri successi
2ª tappa Hofbräu Cup (cronosquadre)

## Piazzamenti

### Grandi Giri
- Giro d'Italia

1991: non partito (12ª tappa)
1992: non partito (13ª tappa)
1993: 77º
1994: 29º
1995: ritirato (7ª tappa)
1996: non partito (20ª tappa)
1997: 33º
1998: 75º
2001: 136º
- Tour de France

1999: ritirato (9ª tappa)
- Vuelta a España

1993: ritirato (15ª tappa)
1994: 42º

### Classiche monumento
- Milano-Sanremo

1994: 56º
1995: 42º
1996: 3º
1998: 101º
2000: 120º
2001: 117º
- Liegi-Bastogne-Liegi

1996: 16º
1997: 24º
1998: 90º
1999: ritirato
2000: ritirato
- Giro di Lombardia

1996: 45º
2000: 51º